# Boguchwałowice
Boguchwałowice ist eine Ortschaft mit einem Schulzenamt der Landgemeinde Mierzęcice im Powiat Będziński der Woiwodschaft Schlesien in Polen.

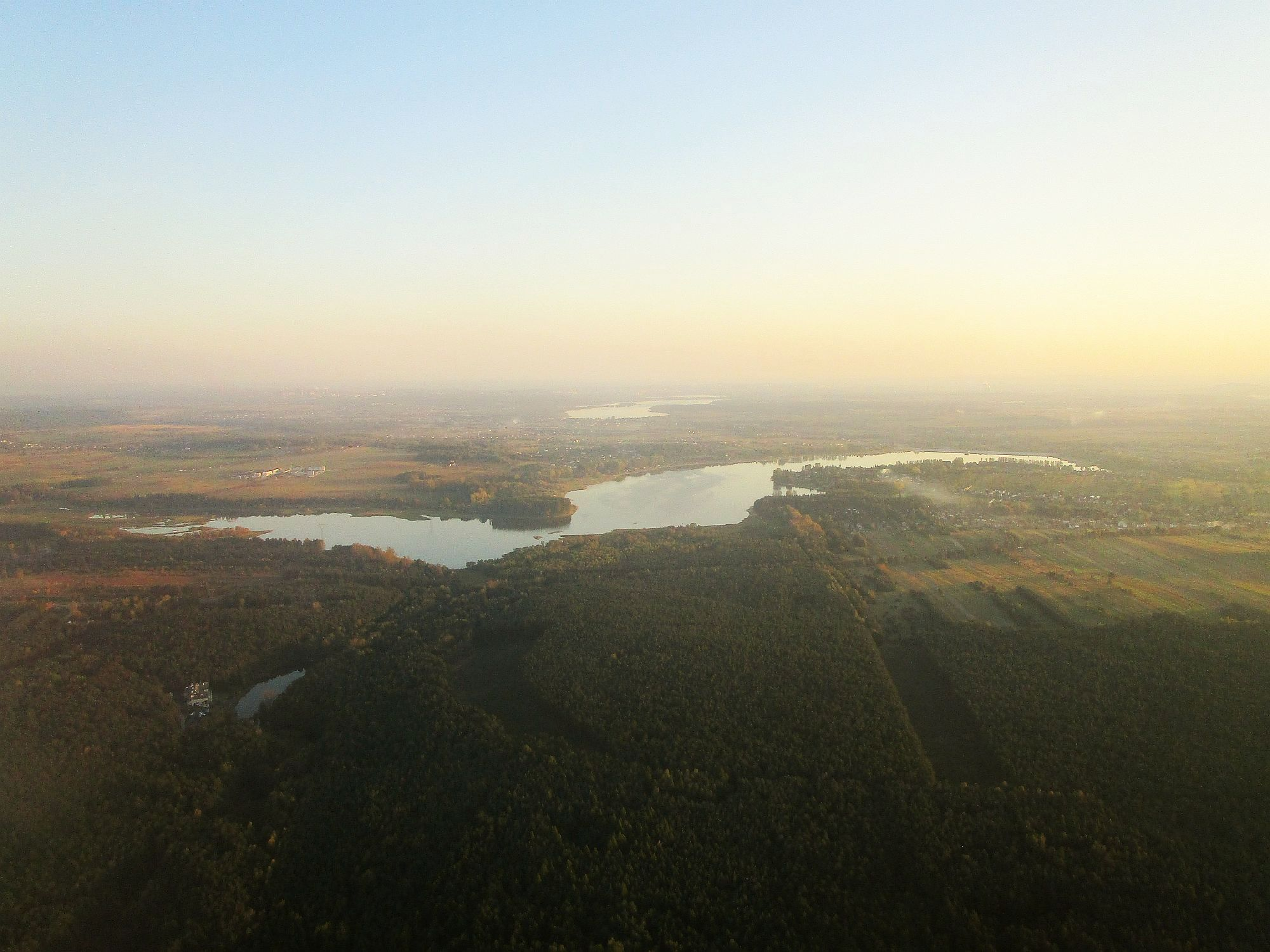
Boguchwałowice am Stausee Przeczyce

## Geschichte
Der Ort wurde im Jahr 1438 als Boguchwallowicze erstmals urkundlich erwähnt. Der patronymische Ortsname (Suffix -(ow)ice) ist vom Personennamen Boguchwał abgeleitet.
Der Ort liegt im Gebiet um Siewierz, das um 1177 aus dem Herzogtum Krakau bzw. Kleinpolen ausgegliedert wurde und an das schlesische Herzogtum Ratibor fiel, ab 1337 gehörte Siewierz zum Herzogtum Teschen unter Lehnsherrschaft des Königreichs Böhmen. Das Herzogtum Siewierz mit dem Dorf Boguchwałowice wurde im Jahr 1443 vom Teschener Herzog Wenzel I. dem Krakauer Bischof Zbigniew Oleśnicki verkauft. Im späten 16. Jahrhundert unterstand der Ort der Pfarrei in Siewierz.
Erst 1790 wurde das Herzogtum Siewierz formal an das Königreich Polen-Litauen angegliedert und war der Woiwodschaft Krakau administrativ angegliedert. Nach der dritten Teilung Polens von 1795 gehörte das Dorf bis 1807 zu Neuschlesien. 1807 kam es ins Herzogtum Warschau und 1815 ins neu entstandene russisch beherrschte Kongresspolen.
Nach dem Ende des Ersten Weltkriegs kam Boguchwałowice zu Polen, Woiwodschaft Kielce. Beim Überfall auf Polen 1939 wurde das Gebiet von den Deutschen besetzt und dem Landkreis Warthenau im neuen „Ostoberschlesien“ zugeordnet.
Von 1945 bis 1950 gehörte Boguchwałowice zur Woiwodschaft Schlesien, bis zum Jahr 1998 zur Woiwodschaft Katowice.
1963 entstand der Stausee Przeczyce-Siewierz auf der Schwarzen Przemsa.